# Daniela (telenovela de 1976)
Daniela es una telenovela venezolana de 1976–1977, escrita por Enrique Jarnés, y producida por Venevisión. Adita Riera y Eduardo Serrano estuvieron presentes como los principales protagonistas.

## Sinopsis
Después de la muerte de su padre y después de haberlo perdido todo, Daniela y su madre Eugenia se trasladan a un pequeño pueblo de pescadores en busca de una vida mejor. Pero puesto que no tienen suficiente dinero, terminan en las calles. 
Por otro lado, Gustavo Sandoval es un playboy millonario rico viviendo en su yate y nunca ha tenido ninguna relación seria. Perla, una chica guapa y ambiciosa en el pueblo, decide a convencerlo. Un día, mientras caminaba por la ciudad, Daniela alcanza el puesto de Ana María que vende pescado frito. Hambre y sin dinero, Daniela roba los peces pero es descubierta por el hijo del dueño, Reuben. Daniela corre y se esconde en su interior el yate de Gustavo. 
Más tarde, su madre cae enferma y le lleva al hospital donde se encuentran el Dr. Cruz Dolores que ofrece para ayudarlos. Aunque Daniela dice que no acepta la caridad, ella empieza a trabajar como sirvienta en la casa de Gustavo.

## Elenco
- Adita Riera como Daniela.
- Eduardo Serrano como Gustavo.
- Olga Castillo como Eugenia.
- Herminia Martínez como Perla.
- Amelia Román como Ana María.
- Martín Lantigua como José Vicente.
- Chelo Rodríguez como Verónica.
- Orlando Urdaneta como Rubén.
- Zoe Ducós como Cruz Dolores.
- Mary Soliani
- Betty Ruth

## Dato
- Daniela pasó a las nueve de la noche por Venevisión. Aunque Adita Riera y Martín Lantigua habían triunfado a lo grande como pareja en La Mujer Prohibida y en La Loba, venían de protagonizar tibiamente "Isla de brujas".
- El canal 4 no quiso arriesgarse a juntarlos de nuevo pensando que ya podía estar saturado el público de verlos como pareja. Entonces; decidieron crear la pareja Ada Riera-Eduardo Serrano.
- Daniela fue un fracaso, algo falló que la historia no caló en el gusto popular. Desesperados por perder el índice de audiencia, los ejecutivos del canal metieron de emergencia en la historia a la cantante La Polaca, quién era muy famosa en Venezuela en aquella época. La aparición de la estrella española en nada ayudó y la novela siguió su mismo triste desempeñó.
- Daniela estuvo al aire entre el 14 de enero y el 31 de agosto de 1977 siendo su sustituta Rafaela un gran éxito no solo en Venezuela si no en varios países del mundo.